# Die schwarze 13
Die schwarze 13 (Eye of the Devil) ist der Titel eines britischen Horrorfilms aus dem Jahr 1966. Der Schwarzweißfilm im Verleih von MGM basiert auf dem gleichnamigen Roman von Philip Loraine.

## Handlung
Im Film kontrastiert das zeitgenössische säkulare Leben des 20. Jahrhunderts mit der archaischen Vorstellungswelt des europäischen Heidentums, insbesondere mit den Vorstellungen des „Erntekönigtums“, wie etwa von Frazer in seinem Werk The Golden Bough beschrieben.
Philippe de Montfaucon, ein Marquis, lebt mit seiner Frau Catherine de Montfaucon und den beiden Kindern Jacques und Antoinette in großbürgerlichen Verhältnissen in Paris. Während einer mondänen Abendgesellschaft erscheint ein Fremder, der dem Marquis die Nachricht überbringt, in Belnac, dem Stammsitz seiner Familie, drohe auf den Weingütern eine Missernte. Der Marquis entschließt sich, dorthin abzureisen. Er fährt allein ab, aber Catherine, beunruhigt durch sein aufgewühltes Wesen, folgt ihm gegen seinen Willen mit den Kindern nach Belnac. Dieses ist eine kleine ländliche Gemeinde, in der die Zeit stehengeblieben zu sein scheint. Dominiert wird sie von dem imposanten Renaissanceschloss der Montfaucons.
Eine archaische Atmosphäre ist überall spürbar, merkwürdige Dinge geschehen. Bereits als Catherine und die Kinder am Schloss eintreffen, werden sie Zeuge wie ein junger Mann, Christian de Caray, der Sohn des Jagdpächters von Belnac, mit Pfeil und Bogen eine weiße Taube erschießt, die der Marquise vor die Füße fällt. Die anmaßende Mimik und Gestik des jungen Mannes lassen den Vorgang zunächst wie eine Provokation oder Machtdemonstration erscheinen. Als später Catherine aber später allein in den Gängen und Räumen des Schlosses umhergeht und in einem Kapitelsaal eine Versammlung von Männern in schwarzen Kutten beobachtet, wird die durchbohrte weiße Taube auf einer silbernen Platte hereingetragen. Es wird klar, dass sie ein Opfertier und zugleich ein Sinnbild ist. Trägerin der Platte ist Odile de Caray, die Schwester des Schützen, die, wie ihr Bruder, im Schloss ein und aus geht.
Catherine trifft in der Folgezeit ihren Mann nur selten. Überhaupt scheint er verändert, er wirkt abweisend, starrt vor sich ins Leere und betet inbrünstig in der Schlosskapelle. Dann wieder bittet er seine Frau, abzureisen oder sich wenigstens aus allem herauszuhalten, das alles verstehe sie nicht. Catherine hat viel Gelegenheit, sich umzusehen. Sie begegnet Père Dominic, dem Pfarrer von Belnac, von dem sie Aufklärung über das veränderte Verhalten ihres Mannes und insbesondere über seine scheinbar unvermittelt erwachte Frömmigkeit erhofft, aber nicht erhält. Stattdessen fordert der Priester sie auf, Belnac zu verlassen. Als sie von Philippe eine Erklärung erbittet, weicht er ihr aus und spricht von seltsamen Bräuchen und der großen Verantwortung, die er habe. Auch er fordert sie auf, mit den Kindern Belnac zu verlassen. Auch Philippes Tante Estelle will ihr nichts sagen und fordert sie auf zu gehen.
Die schöne Odile de Caray, die scheinbar eine Kröte in eine Taube verwandeln kann, schlägt Catherine auf dem Dach des Schlosses derart in ihren Bann, dass sie sich beinahe vom Dach in die Tiefe stürzt. Philippe züchtigt Odile daraufhin. Odile war aufgetragen worden, Catherine einzuschüchtern, damit sie Belnac verlässt, nicht aber, sie in ernste Gefahr zu bringen.
Catherine bittet Jean Claude Ibert, einen Freund der Familie, zu kommen und ihr Gesellschaft zu leisten. Er durchstöbert gemeinsam mit Catherine die Familienchronik der Montfaucons in der Schlossbibliothek. Sie erfahren, dass die letzten 22 Oberhäupter der Familie unter merkwürdigen Umständen zu Tode kamen. Catherine sucht später eines der Gräber im Wald auf, sieht sich aber auf dem Rückweg von den Männern in schwarzen Kutten umringt. Sie gerät in Panik, flüchtet, verfängt sich im Gestrüpp und wird bewusstlos. In ihrem Bett im Schloss wacht sie wieder auf, Philippe ist bei ihr und gibt ihr ein Beruhigungsmittel. Sie schläft ein und verfällt in wilde Albträume. Später stellt sich heraus, dass ihr ein Extrakt der Tollkirsche verabreicht wurde. Von der englischen Bezeichnung der Tollkirsche als „Eye of the Devil“ leitet sich der Originaltitel des Films ab.
Die Situation scheint immer bedrohlicher. Die Schloss- und Dorfbewohner begegnen Catherine voller Ablehnung. Endlich erfährt sie von Philippes Vater Alain de Montfaucon, der sich mit Wissen seiner Schwester Estelle im Schloss versteckt hält, die Hintergründe: Nach einer alten Überlieferung muss bei längeren Zeiten der Dürre oder Missernten der Erntekönig sein Leben als Opfer darbringen; dies nahmen jeweils die Oberhäupter der Familie de Montfaucon auf sich. Catherines Versuche, ihren Mann von seinem Freitod abzubringen, scheitern. Sie kann zwar noch aus dem Schloss fliehen, in das man sie eingesperrt hatte, muss aber hilflos zusehen, wie ihr Mann, umringt von Männern auf einer Lichtung von Christian mit einem Pfeil erschossen wird. Die Presse berichtet hinterher von einem „Jagdunfall“. Catherine verlässt mit ihren Kindern das Schloss. Der Zuschauer nimmt wahr, dass ihr Sohn Jacques von Père Dominic bereits wenigstens ansatzweise in die Geheimnisse eines Oberhaupts der de Montfaucons eingeweiht wurde.

## Kritiken
„Balladesker Horrorfilm, stimmungsvoll inszeniert und vorzüglich besetzt.“

„[…] virtuos fotografierte Gruselballade um „Schwarze Magie“. (Wertung: 2½ Sterne, gleich „überdurchschnittlich“)“